# Сен-Шерон (кантон)
Сен-Шеро́н (фр. Saint-Chéron) — кантон у Франції, в департаменті Ессонн регіону Іль-де-Франс.

## Склад кантону
Кантон включає в себе 11 муніципалітетів:
| Муніципалітет         | Площа | Населення, осіб | Рік  |
| --------------------- | ----- | --------------- | ---- |
| Анжервільє            | 9,01  | 1598            | 2007 |
| Бре-Жуї               | 4,68  | 1230            | 2007 |
| Бреє                  | 6,69  | 8150            | 2007 |
| Буассі-су-Сент-Іон    | 8,04  | 3641            | 2007 |
| Ле-Валь-Сен-Жермен    | 12,57 | 1457            | 2007 |
| Сен-Морис-Монкуронн   | 9,03  | 1577            | 2007 |
| Сен-Сюльпіс-де-Фав'єр | 4,37  | 323             | 2007 |
| Сен-Сір-су-Дурдан     | 9,89  | 997             | 2007 |
| Сен-Шерон             | 11,44 | 4796            | 2007 |
| Сент-Іон              | 4,66  | 885             | 2007 |
| Сермез                | 13,60 | 1631            | 2007 |

## Консули кантону
| Період    | Консул               | Посада                       |
| --------- | -------------------- | ---------------------------- |
| 1982—2001 | Max Marest           | Мер муніципалітету Бреє      |
| 2001—2014 | Jean-Pierre Delaunay | Мер муніципалітету Сен-Шерон |

| Франція | Це незавершена стаття з географії Франції. Ви можете допомогти проєкту, виправивши або дописавши її. |